# Gottlieb Bindesbøll

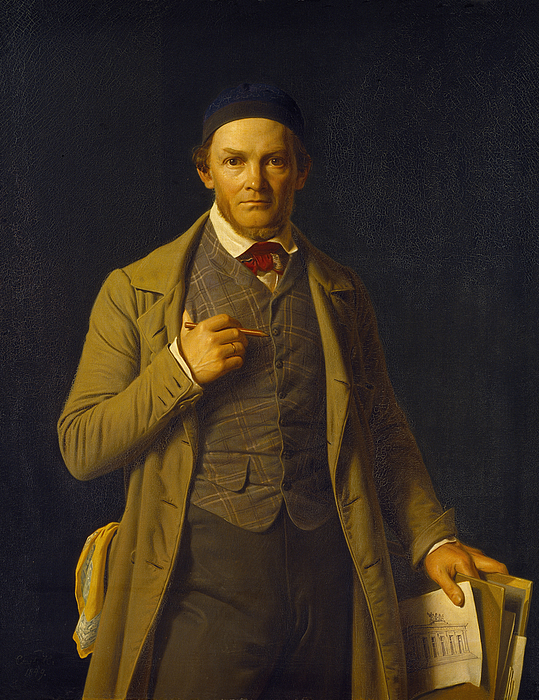
Porträt von Constantin Hansen (1840)

Michael Gottlieb Birkner Bindesbøll (* 5. September 1800 in Ledøje auf Seeland; † 14. Juli 1856 in Kopenhagen, nach anderer Quelle in Frederiksberg) war ein dänischer Architekt,  Baubeamter und kurzzeitig Hochschullehrer an der Königlich Dänischen Kunstakademie in Kopenhagen.

## Leben
Gottlieb Bindesbøll sollte ursprünglich ein Handwerk erlernen und ausüben. Nachdem ihn von frühester Jugend an, die im „reinsten Klassizismus“ ausgeführten Bauten von Caspar Frederik Harsdorff prägten, begab er sich 1822/1823 auf eine Studienreise durch Deutschland und Frankreich. In Frankreich lernte er Franz Christian Gau kennen, der ihn im Besonderen auf die antike Architektur und das untergegangene Pompeji hinwies. Hieran schloss er ein Studium der Architektur an der Kunstakademie in Kopenhagen an. In der Folge ließ Bindesbøll sich in Kopenhagen als Architekt nieder. 1833 erhielt er die C.F. Hansen Medaille.
Von 1834 bis 1838 begab sich Bindesbøll dann auf eine zweite Studienreise, die ihn nach Pompeji und Griechenland führte, wo er sich noch eingehender mit der antiken Architektur befasste. Dabei entwickelte er bereits erste Studien für das Thorvaldsen-Museum zu Ehren von Bertel Thorvaldsen. Das über den Zeitraum von fast einem Jahrzehnt realisierte Bauwerk stellt sein Hauptwerk dar. Mit der Fertigstellung des Museums trat er 1847 eine Stelle als Bauinspektor in dem zu Dänemark gehörenden Herzogtum Holstein an, von wo er in gleicher Stellung 1849 nach Jütland wechselte, bevor er 1851 nach Kopenhagen zurückkehrte. Im Jahr seines Todes erhielt er noch den Ruf zum Professor an der dortigen Kunstakademie.
Der in der Rezeption als Reformator der dänischen Architektur betrachtete Bindesbøll verfügte über eine große dekorative Begabung. Sein Werk war für die Weiterentwicklung der dänischen Kunst von ebensolchem Einfluss. Und das, obwohl er praktisch keine eigenen Schüler ausbildete. Er verwandte wiederholt stilistische Merkmale älterer Bauformen. Aus der Renaissance bei den Rathäusern in Thisted und Stege oder der Gotik (Kirche in Hobro). Für den Ausbau des Seebades Klampenborg bei Kopenhagen übersetzte er 1844 den englischen Cottagestil ins Dänische. 1849–1854 hatte er für die Bahnstrecke Flensburg–Husum–Tönning mehrere Empfangsgebäude entworfen, von denen die in Husum und Schwesing noch erhalten sind, während das 1855 in Betrieb genommene erste Gebäude des Bahnhof Flensburg 1886 durch einen Nachfolgebau von Johannes Otzen ersetzt wurde.
Er war mit Andrea Frederikke Andersen verheiratet, mit der er acht Kinder bekam. Sein Sohn war Thorvald Bindesbøll und eine seiner Töchter war die Textilkünstlerin und Geschäftsfrau Johanne Bindesbøll.

## Werke
Neben den nachgenannten Hochbauten trat Bindesbøll auch mit Entwürfen für Arbeitsgeräte, Grabdenkmäler und andere Kleinobjekte hervor.
| Baujahr   | Ort                                 | Adresse | Bild | Objekt                                                    | Maßnahme  | Anmerkungen      |
| --------- | ----------------------------------- | ------- | ---- | --------------------------------------------------------- | --------- | ---------------- |
| 1838–1847 | Kopenhagen                          |         |      | Thorvaldsen-Museum                                        | Neubau    |                  |
| 1844      | Klampenborg                         |         |      | Ausbau des Seebades                                       | Neubau    | Den Røde Cottage |
| 1847      | Kopenhagen                          |         |      | Thing- und Arresthaus                                     | Neubau    |                  |
| 1849–1854 | Bahnstrecke Flensburg–Husum–Tönning |         |      | Entwurfsausarbeitung für die Hochbauten auf den Bahnhöfen | Neubauten |                  |
| 1850–1852 | Hobro                               |         |      | Kirche                                                    | Neubau    |                  |
| 1853      | Thisted                             |         |      | Rathaus                                                   | Neubau    |                  |
| 1854      | Stege                               |         |      | Rathaus                                                   | Neubau    |                  |
| 1854      | Kopenhagen-Brumleby                 |         |      | Anlage eines Stadtviertels                                |           |                  |
| 1855      | Kopenhagen                          |         |      | Landwirtschaftliche Schule                                | Neubau    |                  |
|           | Kopenhagen                          |         |      | Nicht ausgeführter Entwurf für ein Zoologisches Museum    | Entwurf   |                  |